# Enragés (pel·lícula)
Enragés és una pel·lícula francocanadenca de gènere policíac de l'any 2015 escrita i dirigida per Éric Hannezo i protagonitzada per Lambert Wilson, Guillaume Gouix i Virginie Ledoyen. Es tracta d'un remake de la pel·lícula de 1974 del mateix nom. Va ser projectada com a part del programa Cinéma de la Plage en el Festival de Cinema de Canes de 2015.

## Repartiment
- Lambert Wilson és el pare
- Guillaume Gouix és Sabri
- Virginie Ledoyen és la dona
- Franck Gastambide és Manu
- François Arnaud és Vincent
- Laurent Lucas és el cap
- Gabrielle Lazure és Marie
- Pierre Lebeau és l'assistent de la gasolinera